# 95. Infanterie-Division (Deutsches Kaiserreich)
Die 95. Infanterie-Division war ein Großverband der Preußischen Armee im Ersten Weltkrieg.

## Geschichte
Die Division wurde am 1. Juli 1917 an der Ostfront zusammengestellt, wo sie bis zum Abschluss des Friedensvertrages von Brest-Litowsk kämpfte. Anschließend fungierte sie als Besatzungstruppe über das Ende des Ersten Weltkriegs hinaus in der Ukraine. Die letzten Truppenteile der Division kehrte von dort am 16. März 1919 in die Heimat zurück, wurden demobilisiert und schließlich aufgelöst.

### Gefechtskalender

#### 1917
- 01. Juli bis 1. Dezember – Stellungskampf in den Pripetsümpfen
- 02. bis 17. Dezember – Waffenruhe
- ab 17. Dezember – Waffenstillstand

#### 1918
- bis 18. Februar – Waffenstillstand
- 18. Februar bis 21. Juni – Kämpfe zur Unterstützung der Ukraine
  - 30. März – Gefecht bei Krasnoje
  - 10. bis 11. April – Einnahme von Belgorod
  - 14. April bis 8. Mai – Bandenkämpfe nördlich des Sejm
- 22. Juni bis 15. November – Besetzung der Ukraine
- ab 16. November – Räumung der Ukraine

#### 1919
- bis 16. März – Räumung der Ukraine

## Kriegsgliederung 1917/18
- 10. Reserve-Infanterie-Brigade
  - Landwehr-Infanterie-Regiment Nr. 52
  - Infanterie-Regiment Nr. 423
  - Landwehr-Infanterie-Regiment Nr. 430
  - 4. Eskadron/Oldenburgisches Dragoner-Regiment Nr. 19
  - Reserve-Feldartillerie-Regiment Nr. 69
- Divisions-Nachrichten-Kommandeur Nr. 95

## Kommandeure
| Dienstgrad      | Name                    | Datum                                 |
| --------------- | ----------------------- | ------------------------------------- |
| Generalmajor    | Wilhelm Neugenbauer     | 1. Juli bis 1. Dezember 1917          |
| Generalleutnant | Anton von Thiesenhausen | 2. Dezember 1917 bis 18. Februar 1919 |